# Blastomussa wellsi
Blastomussa wellsi là một loài san hô trong họ Mussidae. Loài này được Wijsmann-Best mô tả khoa học năm 1973.